# میمون (فیلم ۱۹۴۰)
«میمون» (انگلیسی: The Ape) یک فیلم ترسناک آمریکایی به کارگردانی ویلیام نای است که در سال ۱۹۴۰ منتشر شد. از بازیگران آن می‌توان به بوریس کارلوف و ری کوریگان اشاره کرد.
بوریس کارلوف در این فیلم نقش دکتر برنارد آدریان را بازی می کند که به دنبال درمان فلج اطفال یک زن جوان از طریق آزمایش های مربوط به مایع نخاعی است. در همین حال، یک میمون شرور مردم محلی شهر را به وحشت انداخته و به آزمایشگاه آدریان نفوذ کرده است. نبردی بین این دو در می‌گیرد که منجر به این می‌شود که آدریان تصمیم می‌گیرد پوست میمون را بپوشاند و خود را به‌عنوان جانور درآورد تا مایع نخاعی بیشتری را که در نبرد از بین رفته بود، بدست آورد.